# Presidente de la Cámara de los Comunes de Canadá
El presidente de la Cámara de los Comunes (en inglés: Speaker of the House of Commons, en francés: Président de la Chambre des communes) es el portavoz de la cámara baja del Parlamento de Canadá, es elegido al inicio de cada periodo parlamentario.

## Funciones
Su función es administrar la Cámara de los Comunes y supervisar a su personal. También debe de trabajar en conjunto con el Senado y la Corona. Debe hacer que el gobierno rinda cuentas durante su período. Recibe un salario de C$ 269.800 ($ 182.600 como diputado además de $ 87.200 como presidente) y tiene acceso de un pequeño apartamento, en la Cámara de los Comunes, y una residencia oficial en la provincia de Quebec.
Junto con el presidente del Senado, el presidente de la Cámara es responsable del Servicio de Protección Parlamentaria, que proporciona seguridad al Parlamento con la Policía Real Montada de Canadá.
En inglés el presidente es conocido como "speaker" (en español: portavoz) el término se origina en la tradición parlamentaria británica. Mientras que el término en francés que se usa actualmente es "Président" (en español: presidente); anteriormente se utilizó el término "orateur" término qué se utilizó hasta hace algunas décadas en Francia para referirse al presidente de la Cámara de los Comunes del Reino Unido.

## Elección
La Constitución requiere que el presidente sea elegido por la Cámara de los Comunes, tradicionalmente esto equivaldría a la aprobación oficial de un diputado designado por el primer ministro. Sin embargo, en 1986 esto se modificó y ahora son seleccionados por votación secreta. El portavoz sigue siendo un diputado en funciones, pero solo vota sobre asuntos en caso de empate.
Todos los diputados, excepto los ministros del gabinete y los líderes de los partidos, son elegibles para postularse como portavoces. Cualquier diputado que no desee presentar su nombre debe emitir una carta retirándose de la boleta el día antes de la votación. Todos los parlamentarios que no eliminen su nombre de la boleta a las 6 p. m. del día anterior a las elecciones se enumeran como candidatos y se les permite un discurso de cinco minutos para presentar sus argumentos de por qué deberían ser elegidos. La elección está presidida por el decano de la Cámara.
Todos los candidatos que reciben menos del 5% de los votos son eliminados de la boleta. Si ningún candidato recibió menos del 5% de los votos, el diputado con la menor cantidad de votos es eliminado. Esto continúa, con una pausa de una hora entre las votaciones, hasta que un candidato recibe más del 50% de los votos. En caso de empate en la votación final, la boleta se vuelve a tomar. El ganador es acompañado a la silla del portavoz por el primer ministro y líder de la Oposición Oficial.

## Lista de presidentes de la Cámara de los Comunes
| Presidente | Presidente                 | Inicio                   | Final                    | Partido                 |
| ---------- | -------------------------- | ------------------------ | ------------------------ | ----------------------- |
|            | James Cockburn             | 6 de noviembre de 1867   | 5 de marzo de 1874       | Conservador             |
|            | Timothy Warren Anglin      | 26 de marzo de 1874      | 12 de febrero de 1879    | Liberal                 |
|            | Joseph Godéric Blanchet    | 13 de febrero de 1879    | 7 de febrero de 1883     | Liberal-Conservador     |
|            | George Airey Kirkpatrick   | 8 de febrero de 1883     | 12 de julio de 1887      | Conservador             |
|            | Joseph-Aldéric Ouimet      | 13 de julio de 1887      | 28 de julio de 1891      | Liberal-Conservador     |
|            | Peter White                | 29 de julio de 1891      | 18 de agosto de 1896     | Conservador             |
|            | James David Edgar          | 19 de agosto de 1896     | 31 de julio de 1899      | Liberal                 |
|            | Thomas Bain                | 1 de agosto de 1899      | 5 de febrero de 1901     | Liberal                 |
|            | Louis Philippe Brodeur     | 6 de febrero de 1901     | 18 de enero de 1904      | Liberal                 |
|            | Napoléon Antoine Belcourt  | 10 de marzo de 1904      | 10 de enero de 1905      | Liberal                 |
|            | Robert Franklin Sutherland | 11 de enero de 1905      | 19 de enero de 1909      | Liberal                 |
|            | Charles Marcil             | 20 de enero de 1909      | 14 de noviembre de 1911  | Liberal                 |
|            | Thomas Simpson Sproule     | 15 de noviembre de 1911  | 2 de diciembre de 1915   | Conservador             |
|            | Albert Sévigny             | 12 de enero de 1916      | 7 de enero de 1917       | Conservador             |
|            | Edgar Nelson Rhodes        | 18 de enero de 1917      | 5 de marzo de 1922       | Conservador             |
|            | Rodolphe Lemieux           | 8 de marzo de 1922       | 2 de junio de 1930       | Liberal                 |
|            | George Black               | 8 de septiembre de 1930  | 16 de enero de 1935      | Conservador             |
|            | James Langstaff Bowman     | 17 de enero de 1935      | 5 de febrero de 1936     | Conservador             |
|            | Pierre-François Casgrain   | 6 de febrero de 1936     | 10 de mayo de 1940       | Liberal                 |
|            | James Allison Glen         | 16 de mayo de 1940       | 5 de septiembre de 1945  | Liberal                 |
|            | Gaspard Fauteux            | 6 de septiembre de 1945  | 14 de septiembre de 1949 | Liberal                 |
|            | William Ross Macdonald     | 15 de septiembre de 1949 | 11 de junio de 1953      | Liberal                 |
|            | Louis-René Beaudoin        | 12 de noviembre de 1953  | 13 de octubre de 1957    | Liberal                 |
|            | Roland Michener            | 14 de octubre de 1957    | 26 de septiembre de 1962 | Conservador Progresista |
|            | Marcel Lambert             | 27 de septiembre de 1962 | 15 de mayo de 1963       | Conservador Progresista |
|            | Alan Macnaughton           | 16 de mayo de 1963       | 17 de enero de 1966      | Liberal                 |
|            | Lucien Lamoureux           | 18 de enero de 1966      | 29 de septiembre de 1974 | Liberal                 |
|            | Lucien Lamoureux           | 18 de enero de 1966      | 29 de septiembre de 1974 | Independiente           |
|            | James Jerome               | 30 de septiembre de 1974 | 14 de diciembre de 1979  | Liberal                 |
|            | Jeanne Sauvé               | 14 de abril de 1980      | 15 de enero de 1984      | Liberal                 |
|            | Lloyd Francis              | 16 de enero de 1984      | 4 de noviembre de 1984   | Liberal                 |
|            | John Bosley                | 5 de noviembre de 1984   | 29 de septiembre de 1986 | Conservador Progresista |
|            | John Allen Fraser          | 30 de septiembre de 1986 | 16 de enero de 1994      | Conservador Progresista |
|            | Gilbert Parent             | 17 de enero de 1994      | 28 de enero de 2001      | Liberal                 |
|            | Peter Milliken             | 29 de enero de 2001      | 2 de junio de 2011       | Liberal                 |
|            | Andrew Scheer              | 2 de junio de 2011       | 2 de diciembre de 2015   | Conservador             |
|            | Geoff Regan                | 3 de diciembre de 2015   | 5 de diciembre de 2019   | Liberal                 |
|            | Anthony Rota               | 5 de diciembre de 2019   | 27 de septiembre de 2023 | Liberal                 |
|            | Louis Plamondon (interino) | 27 de septiembre de 2023 | 3 de octubre de 2023     | Bloc québécois          |
|            | Greg Fergus                | 3 de octubre de 2023     |                          | Liberal                 |

Fuente: 